# نظریه گروه‌ها

معمای معروف مکعب روبیک در ۱۹۷۴ میلادی توسط ارنو روبیک ابداع شد که از آن به عنوان تصویری از گروه‌های جایگشتی استفاده می‌گردد.

در ریاضیات و جبر مجرد، نظریه گروه‌ها (به انگلیسی: Group Theory) به مطالعه ساختارهای جبری به نام گروه‌ها می‌پردازد. مفهوم گروه در جبر مجرد نقش محوری دارد: سایر ساختارها شناخته شده همچون حلقه‌ها، میدان‌ها، و فضاهای برداری، همگی را می‌توان به صورت گروه‌هایی دید که به عملیات و اصول موضوعه‌های اضافه تری مجهز شده‌اند. گروه‌ها، در موارد متعددی از ریاضیات ظهور پیدا کرده‌اند و روش‌های نظریه گروه‌ها بخش‌های متعددی از جبر را تحت تأثیر خود قرار داده‌اند. گروه‌های جبری خطی و گروه‌های لی دو شاخه از نظریه گروه‌ها اند که پیشرفت‌هایی را تجربه کرده و تبدیل به شاخه‌های مستقلی برای خود شده‌اند.
سامانه‌های فیزیکی متعددی همچون بلورها و اتم‌های هیدروژن را می‌توان به صورت گروه‌های تقارنی مدل کرد. ازین رو، نظریه گروه‌ها و شاخه نزدیک به آن یعنی نظریه نمایش، دارای کاربردهای مهم و متعددی در فیزیک، شیمی و علم مواد می‌باشند. همچنین نظریه گروه‌ها در رمزنگاری کلید عمومی نقش مرکزی دارد.
تاریخچه نظریه گروه‌ها از قرن ۱۹م میلادی شروع می‌شود. یکی از مهم‌ترین دستاوردهای ریاضیاتی سده ۲۰ میلادی، تلاش مشارکت آمیزی بود که منجر به تولید محتوایی در حد ۱۰٬۰۰۰ از صفحات ژورنال‌ها شد که عمدتاً بین سال‌های ۱۹۶۰ و ۱۹۸۰ میلادی منتشر شده و با طبقه‌بندی گروه‌های ساده متناهی به اوج خود رسید.

## مرور تاریخی
نظریه گروه‌ها به‌وسیله چهارشاخه عمده از ریاضیات جبر کلاسیک، نظریه اعداد، هندسه و آنالیز رشد و گسترش یافت. جبر کلاسیک در سال ۱۷۷۰ با کارهای ژوزف لویی لاگرانژ بر روی معادلات چندجمله‌ای پایه‌گذاری شد.
نظریه اعداد به‌وسیله کارل فردریش گاوس در سال ۱۸۰۱ مورد مطالعه و گسترش هرچه بیشتر قرار گرفت و سی. اف. کلاین در زمینه هندسه و ارتباط تبدیلات هندسی و گروه‌ها کارهای بسیار انجام داده‌است به‌طوری‌که او را پدر این بخش از نظریه گروه‌ها می‌دانند و بنیانگذار شاخه آنالیز نیز هنری پوانکاره، اس. لی لای و سی. اف کلاین هستند.
اما لئونارد اویلر(Euler)، گاوس(Gauss)، لاگرانژ(Lagrange)، آبل(Abel) و ریاضیدان فرانسوی گالوا(Galois) اولین کسانی بودند که در زمینه نظریه گروه‌ها به تحقیق پرداخته بودند. خصوصاً گالوا به دلیل قضیه اساسی خود که رابطی بین گروه‌ها و حلقه‌ها است و امروزه آن را قضیه گالوا می‌خوانند بسیار مورد توجه است.
اگرچه مفهوم گروه تبدیل‌ها در مطالعه هندسه به کندی صورت گرفته‌است، اما کار اصلی در گسترش مفهوم گروه از مطالعه معادلات چندجمله‌ای حاصل شده‌است. یونانیان قدیم از روش‌های حل معادله درجه دو آگاه بودند. در قرن شانزدهم قدم‌هایی برای حل معادلات درجه سوم و چهارم روی Q برداشته شد. اولین کاربرد گروه‌ها در توصیف تأثیر جایگشتهای ریشه‌های یک معادله چندجمله‌ای بوده‌است که به‌وسیله لاگرانژ مورد استفاده قرار گرفته‌است که بر مبنای همین او توانست نظریه جانشانی را سازمان دهد.
او کشف کرد که ریشه‌های همه مواردی را که او امتحان کرده‌است توابعی گویا از ریشه‌های معادلات متناظرشان هستند. لئونارد اویلر(۱۷۰۷–۱۷۸۳) و ژوزف لویی لاگرانژ(۱۷۳۶–۱۸۱۳) هر دو، با ادامه کار با چندجمله‌ای‌های درجه پنجم و بالاتر سعی کردند معادله درجه پنجم کلی را حل کنند. لاگرانژ دریافته بود که بین درجه n معادله چندجمله‌ای و گروه جایگشتی Sn باید رابطه‌ای وجود داشته باشد. پس از او رافینی در تلاش برای اثبات عدم وجود راه حل مستقیم برای حل معادلات درجه پنجم و بالاتر گامهای دیگری را در زمینه نظریه گروه‌ها برداشت.
اما این نیلس هنریک آبل(۱۸۰۲–۱۸۲۹) بود که سرانجام ثابت کرد پیدا کردن فرمولی برای حل معادله درجه پنجم کلی، تنها با جمع و تفریق و ضرب و تقسیم و ریشه‌گیری ممکن نیست.
در طی همین دوران، اواریست گالوا (۱۸۱۱–۱۸۳۲) ریاضیدان معروف فرانسوی وجود شرط لازم و کافی برای حل چندجمله‌ای درجه پنجم یا بالاتر با ضرایب گویا، به وسیله رادیکال‌ها را تحقیق کرد. در کار گالوا ساختارهای گروهی و هیئت‌ها به کار می‌روند. گالوا نخستین اثر خود را در مورد نظریه گروه‌ها در سن ۱۸ سالگی(۱۸۲۹)منتشر ساخت. اما کمک‌های او تا قبل از انتشار مجموعه مقالاتش در سال ۱۸۴۶ مورد توجه قرار نگرفت.
به دنبال دستاوردهای گالوا، نظریه گروه‌ها جای خود را در بسیاری از زمینه‌های ریاضی باز کرد. مثلاً، ریاضی‌دان آلمانی فلیکس کلاین (۱۸۴۹–۱۹۲۹) در آنچه که به برنامه ارلانگر معروف است، سعی کرد که تمام هندسه‌های موجود را بر حسب گروه تبدیل‌هایی که تحت آن‌ها ویژگی‌های هندسه ناوردا بودند تدوین کند.
بعد از او آرتور کیلی و آگوستین لویی کوشی به اهمیت کارهای گالوا پی بردند و به تحقیقات بیشتر در این زمینه پرداختند. از جمله ریاضیدانانی که در قرن نوزدهم در زمینه نظریه گروه‌ها کار می‌کردند می‌توان برتراند، چارلز هرمیت، فروبنیوس و لئوپارد کرونکر و امیل ماتیو را نام برد.
تا آن زمان اصول موضوع معینی برای تعریف گروه وجود نداشت. در سال ۱۸۵۴ کیلی اولین اصول موضوع را برای گروه‌ها ارائه داد اما تعریف وی به زودی فاقد ارزش شد. در سال ۱۸۷۰، کرونکر مجدداً اصول موضوعی را برای گروه‌ها پایه گذاشت. همچنین اچ. وبر در سال ۱۸۸۲، تعریفی برای گروه‌های متناهی و در سال ۱۸۸۳ تعریفی برای گروه‌های نامتناهی انجام داد.
والتر فون دایک در سال ۱۸۸۲ اولین تعریف مدرن از گروه را ارائه داد.
مطالعه گروه‌های لی و زیرگروه‌های گسسته‌شان و گروه‌های تبدیلی در سال ۱۸۸۴ به‌طور منظم توسط سوفوس لی شروع شد.
در طی قرن بیستم پژوهش‌های بسیار زیادی برای تحلیل ساختار گروه‌های متناهی صورت گرفت. در دهه‌های اخیر، ریاضیدانان در جستجوی همه گروه‌های ساده متناهی و توضیح نقش آن‌ها در ساختار تمام گروه‌های متناهی بوده‌اند. از جمله پشگامان این بسط، والترفیت، جان تامسن، دانیل گورنشتین، می‌شاییل آشباخر و رابرت گریس هستند.
امروزه نظریه گروه‌ها به بنیادی‌ترین نظریه‌ها در جبر مجرد تبدیل شده‌است و منبع تحقیقات فراوانی برای ریاضیدانان است.

## گروه‌ها
ابتدا یادآوری می‌کنیم که یک ساختمان جبری عبارت است از یک مجموعه غیر تهی به همراه یک یا چند عمل دوتایی و رابطه که روی آن مجموعه تعریف شده‌است. گروه نیز از جمله ساختمان‌های جبری است.
گروه یک ساختار جبری بر روی یک گروه ناتهی است که نسبت به یک عمل دوتایی بسته باشد و نسبت به آن عمل دارای خاصیت شرکت‌پذیری باشد. هم چنین وجود عنصر همانی و عنصر عکس در این ساختار الزامیست. به موجب این تعریف:

اگر G مجموعه ناتهی و ο عملی دوتایی روی G باشد، آن‌گاه (G,ο) را یک گروه می‌نامیم اگر شرایط زیر برقرار باشد:
1. برای هر a ο b ∈ G، a,b ∈ G. (بسته بودن G نسبت به عمل ο)
2. برای هر a ο (b ο c) = (a ο b) ο c، a,b,c ∈ G. (ویژگی شرکت پذیری)
3. وجود دارد e ∈ G که برای هر a ∈ G داشته باشیم:  a ο e = e ο a = a. (وجود عنصر همانی)
4. برای هر a ∈ G، یک b∈G وجود دارد که a ο b = e

b ο a = e . (وجود عنصر عکس) گروه‌ها را می‌توان بسته به ویژگی‌های آن دسته‌بندی کرد.

### گروه دوری
گروه G را دوری می‌گویند اگر یک عنصر x ∈ G وجود داشته باشد به قسمی که برای هر a ∈ G، برای مقداری از n متعلق به N، داشته باشیم: a = xn
مفهوم گروه دوری به مفهوم وابسته‌ای منجر می‌شود. فرض کنید گروه G را داریم، اگر
a ∈ G، مجموعه S= {an|n∈Z}
را در نظر می‌گیریم. از مطالب ذکر شده به عنوان قضیه می‌توان به این نتیجه رسید که S زیرگروه G است. این زیرگروه را زیرگروه تولید شده به وسیله a می‌نامند و با <a> نمایش می‌دهند.
در این‌جا تعداد اعضای S را مرتبه a می‌نامند و با σ(a)0 نمایش می‌دهند که در واقع |<a>| می‌باشد. در صورتی که |<a>| نامتناهی باشد می‌گوییم که a مرتبه نامتناهی دارد.
در این‌جا قضایای تعیین‌کننده روابط بین گروه و زیرگروه‌های آن‌ها را بیان می‌کنیم.
- فرض کنید a ∈ G و & Σa = n. اگر k ∈ Z و ak = e آنگاه n|k.
- درصورتی که G یک گروه دوری باشد.
  - اگر G نامتناهی باشد، آنگاه با (+,Z) یکریخت است.
  - اگر مرتبه G برابر با n باشد، آنگاه با (+,Zn) یکریخت است.
- هر زیرگروه یک گروه دوری، گروهی دوری است.

### گروه جایگشتی
گردایه تمام جایگشتهای مجموعه‌ای ناتهی چون A، با عمل ضرب (ضرب جایگشت‌ها) تشکیل یک گروه می‌دهد که به آن گروه جایگشتی Permutation Group می‌گویند.

اگر A مجموعه متناهی {۱و۲و… وn} باشد، آنگاه گروه تمام جایگشتهای A، گروه متقارن روی n حرف است و با Sn  نمایش داده می‌شود. (گروه متقارن=Symmetric Gtoup)

تعداد عضوهای گروه sn  برابر است با !n) n فاکتوریل).

### گروه نامتناهی
گروه نامتناهی گروهی است که به مرتبه آن (به مرتبه گروه در همین مقاله مراجعه کنید) نتوان عددی نسبت داد. (تعداد اعضا محدود نباشند)

## گروه متناهی
گروهی است که به مرتبه آن بتوان عددی نسبت داد و تعداد اعضا محدود باشد.

### گروه آبلی
گروه آبلی یا تعویض‌پذیر، گروهی است که علاوه بر خصوصیت‌های بالا، تعویض‌پذیر نیز باشد.
صفت آبلی به افتخار ریاضیدان نروژی، نیلس هنریک آبل اختیار شده‌است.
برای هر a,b ∈ G، داریم a ο b = b ο a

### گروه آبلی متناهی
گروه‌های آبلی متناهی، گروهی است که علاوه بر مرتبه متناهی دارای خاصیت جابجایی در عمل بین اعضای خود باشد.

### گروه خارج قسمتی
- - گروه خارج قسمتی

### گروه متقارن
اگر A مجموعه متناهی {۱و۲و… وn} باشد، آنگاه مجموعهٔ تمام جایگشتهای A همراه با عمل ترکیب توابع (هر جایگشت یک تابع دوسویی از A به A است)، گروه متقارن روی n حرف است و با Sn نمایش داده می‌شود. (گروه متقارن Symmetric Group)

تعداد عضوهای گروه Sn برابر است با !n) n فاکتوریل).

به عنوان مثال ۳ جایگشت از s6 را ارائه می‌دهیم:

### گروه دووجهی
گیریم {\displaystyle n} عددی صحیح باشد و {\displaystyle n\geq 3}. تقارنهای دورانی و محوری {\displaystyle n} ضلعی منتظم را در نظر بگیرید n تقارن دورانی وجود دارد: این تقارنها عبارت اند از {\displaystyle \rho _{n-1},...,\rho _{1},\rho _{0}} که {\displaystyle \rho _{k}} دوران (در جهت حرکت عقربه‌های ساعت) حول مرکز {\displaystyle O} به اندازه زاویه{\displaystyle 2k\pi /n} است. همچنین {\displaystyle n} تقارن محوری وجود دارد: این تقارنها عبارت اند از تقارن نسبت به هر یک از {\displaystyle n} محوری که از {\displaystyle O} و یک راس یا نقطه وسط یک ضلع چند ضلعی می‌گذرند.

پس در مجموع {\displaystyle 2n} تقارن داریم، این {\displaystyle 2n} تقارن دورانی و محوری تحت عمل ترکیب، به عنوان عمل ضرب ،(یعنی به ازای دو تقارن {\displaystyle f} و {\displaystyle g} حاصلضرب {\displaystyle fg} به معنای این است که «ابتدا {\displaystyle f} عمل می‌کند و سپس {\displaystyle g}»)تشکیل گروه می‌دهند. این گروه را گروه دووجهی مرتبه {\displaystyle 2n} می‌نامند، و با {\displaystyle D_{2n}} نشان می‌دهند.

## اصطلاحات موجود در نظریه گروه‌ها
عمل دوتایی - گروه آبلی - زیرگروه - مرکز گروه - هم مجموعه‌ها - مرکز ساز گروه - نرمال ساز گروه - زیرگروه نرمال - مرتبه گروه - مرتبه عضو - گروه دوری - گروه خارج قسمت - گروه متقارن - همومورفیسم - قضایای ایزومورفیسم - حاصل ضرب مستقیم - تزویج - معادله کلاسی - قضیه کیلی - قضیه لاگرانژ - قضیه کوشی - قضایای سیلو

## تعاریف و ویژگی‌های مقدماتی
- در صورتی که برای عمل گروه نشانه‌ای در نظر نگیریم به صورت پیش‌فرض ضربی خواهد بود.

### توان در گروه‌های ضربی
برای هر عنصر توان را به صورت زیر تعریف می‌کنیم:

a۰ = e.

n ≥۰، an+1 = an.a

از طرف دیگر چون هر عنصر گروه عکسی دارد، باید a-n در نظر گرفته شود، برای n ∈ Z+ تعریف می‌کنیم:

همچنین برای am.an = am+nm,n∈ Z وam)n = amn) می‌باشند. (در مورد گروه با عمل با خواص جمعی خواص متناظر با این موارد مشاهده می‌شود)

### مرتبه گروه
- وقتی G گروه متناهی است، تعداد عنصرهای آن را مرتبه G می‌نامند و با |G| نمایش می‌دهند.

مثلاً برای
Zn,+)| = n ,n ∈ Z+v)|
و برای هر عدد اول p، داریم:
Zp*,.)| = p-1)|

### زیرگروه
زیرمجموعه ناتهی H از گروه G را زیرگروه G می‌گوییم هرگاه H تحت عمل گروه G تشکیل یک گروه بدهد. اگر H زیرگروه G باشد می‌نویسیم H⊆G.
توجه داشته باشید که از آن جا که H خود یک گروه‌است، سایر خواص یک گروه را داراست.

### قضایای مقدماتی
- برای هر گروه G
  - عنصر همانی G یکتاست.
  - عکس هر عنصر G یکتاست.
  - اگر ac = ab, a,b,c ∈ G در این صورت b = c.(حذف از چپ)
  - اگر ca = ba, a,b,c ∈ G در این صورت b = c.(حذف از راست)
  - برای هر ab)۲ = b۲a۲، a,b ∈ G) اگر و تنها اگر گروه G آبلی باشد.
- اگر H زیرمجموعه‌ای ناتهی از گروه G باشد، H زیرگروه G است اگر و فقط اگر:

1. H تحت عمل G بسته باشد یعنی برای هر a,b∈H داشته باشیم ab∈H
2. H تحت معکوس هر عضو بسته باشد، یعنی اگر a∈H آنگاه a−۱∈H

- شرط تناهی این وضعیت را بهتر می‌کند:

اگر G گروه باشد و π ≠ H ⊆ G و H متناهی باشد، آن گاه H زیرگروه G است اگر و تنها اگر H تحت عمل دودوی G بسته باشد.
- فرض کنید (G,ο) و (*,H) دو گروه باشند. عمل دوتایی. را بر G×H به نحو زیر تعریف می‌کنیم:

در این صورت، (. ,G×H) یک گروه‌است و حاصل ضرب مستقیم G و H خوانده می‌شود.

## هم‌ریختی و یک‌ریختی
در صورتی که (G,ο) و (*,H) دو گروه باشند و f:G→H، در صورتی که برای هر a,b ∈ G داشته باشیم: f(aοb) = f(a)*f(b)0 آنگاه f را هم‌ریختی گروهی می‌نامند. اگر بدانیم که ساختارهای داده شده گروه هستند f را فقط همریختی می‌خوانیم.
- فرض کنید (G,ο) و (*,H) گروه‌هایی به ترتیب با عناصر همانی eG و eH باشند، اگر f:G→H در این صورت:
  - f(eG) = eH
  - برای هر a ∈G, f(a−۱) = [f(a)]−۱
  - برای هر a ∈G و هر n ∈Z, f(an) = [f(a)]n
  - برای هر زیرگروه S از f(S), G زیرگروه Hاست.

اگر f:(G,ο) &→ (H,*)۰ یک هم‌ریختی باشد، f را یک یک‌ریختی می‌نامند اگر و تنها اگر f یک به یک و پوشا باشد. در این حالت می‌گویند G و H گروه‌های یکریختند.

### هم مجموعه‌ها
هم مجموعه‌ها در نظریه گروه‌ها، از مفاهیم اساسی برای تعریف گروه خارج قسمت هستد و در سراسر نظریه گروه‌ها به آن‌ها برخورد می‌کنیم.
در صورتی که H زیرگروه G باشد، آنگاه برای هر a ∈ G مجموعه aH={ah|h ∈ H}۰ را هم مجموعه چپ H در G می‌نامند. مجموعه Ha={ha|h ∈ H}۰ هم مجموعه راست H در G است. (به همین ترتیب در صورتی که عمل گروه دارای خواص جمعی باشد مجموعه‌های
H+a={h+a|h ∈ H}۰ و a+H={a+h|h ∈ H}۰ هم مجموعه‌های چپ و راست خواهند بود)
- اگر H زیر گروهی از گروه متناهی G باشد، آنگاه برای هر a,b ∈ H داریم:
  - |aH| = |H|
  - aH = bH یا aH ∩ bH = Φ

از کاربردهای اولیه هم مجموعه‌ها در اثبات قضایایی نظیر قضیه لاگرانژ است که جلوتر به آن اشاره می‌شود.

## قضایای پیشرفته در نظریه گروه‌ها

### قضیه لاگرانژ
قضیه لاگرانژ بیان می‌کند که اگر G یک گروه متناهی و H زیرگروه G باشد، مرتبه H مرتبه G را عاد می‌کند.
قضیه لاگرانژ با استفاده از مفهوم هم مجموعه‌ها به راحتی قابل استفاده‌است.
فرع‌های زیر از قضیه لاگرانژ قابل استنباط هستند:
- اگر G گروهی متناهی باشد، و a ∈ G، آنگاه |o(a)| |G.
- هر گروهی که مرتبه آن یک عدد اول باشد، گروهی دوری است.
- اگر G گروهی متناهی از مرتبه n باشد و x∈G آنگاه xn=e.

برای اثبات این مطلب زیرگروه دوری تولید شده توسط x یعنی <x> را در نظر می‌گیریم. فرض می‌کنیم <x> از مرتبه m باشد. در این صورت قضیه لاگرانژ ایجاب می‌کند که m|n پس عدد صحیح k وجود دارد که n=mk.
از طرفی m مرتبه عضو (کوچک‌ترین عدد صحیح مثبت که اگر x به توان آن برسد حاصل عضو خنثی گروه G شود) x است پس xm=e
بنابراین:
{\displaystyle x^{n}=x^{mk}=(x^{m})^{k}=e^{k}=e}
این نتیجه علاوه بر کاربردهایش در مورد گروه‌ها، برای ارائه برهانی جبری برای قضیه کوچک فرما و قضیه اویلر استفاده می‌شود.

### قضیه پوانکاره
قضیه پوانکاره بیان می‌کند که اگر G یک گروه باشد و K,H زیرگروه‌های G با اندیس متناهی در G باشند، {\displaystyle [G:H\cap K]\leq [G:H][G:K]}

### قضیه کیلی
قضیه کیلی بیان می‌کند که هر گروه G با زیرگروهی از گروه متقارن روی G ایزومورف است.

### قضایای سیلو
قضایای سیلو:

### قضیه برنساید
فرض کنیم G یک گروه متناهی باشد و X یک G- مجموعه متناهی. اگر r تعداد مدار‌های X تحت G باشد، آنگاه:
{\displaystyle r.|G|=\sum _{g\in G}|X_{g}|}

### لم برنساید
لم برنساید روشی را بیان می‌کند برای شمارش افرازهای یک مجموعه به وسیله یک گروه از تبدیلات
برای اطلاعات بیشتر می‌توانید به صفحه مربوطه مراجعه کنید.

### قضایای ایزومورفیسم
قضایای ایزومورفیسم بیان می‌کند که

### لم جوردن-هولدر
لم جوردن-هولدراز قرار زیر است

## نمونه‌هایی از گروه‌های مهم
مثالهای زیادی از گروه‌ها وجود دارد. به عنوان مثال مجموعه اعداد صحیح به همراه عمل جمع یک گروه‌است که آبلی نیز می‌باشد. در این قسمت چند نمونه از گروه‌ها را که معمولاً در بررسی‌ها مورد استفاده قرار می‌گیرند را معرفی می‌کنیم. خواننده می‌تواند گروه بودن هر نمونه را بررسی کند.
- گروه چهارتایی کلاین

فرض کنید {V={a,b,c,d یک مجموعه چهارعضوی باشد. عمل * را روی V به صورت زیر تعریف می‌کنیم:
| * | a | b | c | d |
| - | - | - | - | - |
| a | a | b | c | d |
| b | b | a | d | c |
| c | c | d | a | b |
| d | d | c | b | a |

در این صورت V گروهی آبلی و متناهی به نام گروه چهارتایی کلاین تشکیل می‌دهد. (گروه کلاین مربوط به تقارنهای مستطیل می‌باشد)
- گروه اعداد صحیح به هنگ m

می‌دانید اگر m عددی طبیعی باشد، رابطه همنهشتی به هنگ m یا {\displaystyle \equiv _{m}} یک رابطه هم‌ارزی روی مجموعه اعداد صحیح {\displaystyle \mathbb {Z} } تعریف می‌کند که مجموعه خارج قسمت آن (مجموعه همه کلاس‌های هم‌ارزی رابطه هم‌ارزی) را با {\displaystyle \mathbb {Z} _{m}} نشان می‌دهیم. اگر برای هر عدد صحیح a کلاس هم‌ارزی a را با {\displaystyle {\bar {a}}} نشان دهیم، در این صورت:
{\displaystyle \mathbb {Z} _{m}=\{{\bar {0}},{\bar {1}},{\bar {2}},...,{\bar {m-1}}\}}
حال عمل ⊕ موسوم به جمع نیمی یا جمع با پیمانه m را به صورت
{\displaystyle \forall {\bar {a}},{\bar {b}}\in \mathbb {Z} _{m}:{\bar {a}}\oplus {\bar {b}}={\overline {a+b}}}
تعریف می‌کنیم. در این صورت خواننده آشنا با نظریه همنهشتی به سادگی می‌تواند بررسی کند که {\displaystyle \mathbb {Z} _{m}} به همراه عمل ⊕ یک گروه‌است.
به همین صورت گروهی دیگری را به همراه عمل ضرب به پیمانه m با کمی تغییر می‌تواند ساخت.

## کاربرد گروه‌ها
گروه‌ها در زمینه علوم گوناگون مانند بلورشناسی، کوانتم و فیزیک  و رمزنگاری و… دارای کاربردهای فراوان هستند. به عنوان مثال در شیمی و بلورشناسی گروه‌ها برای طبقه‌بندی ساختار بلورها و چندوجهی‌های منظم، تقارن‌های ملکولی استفاده می‌شوند.
بعلاوه از گروه‌ها در زمینه رمزنگاری و مسایل امنیتی نیز استفاده فراوان می‌شود.
همچنین از مفاهیم موجود در این نظریه همانند قضایای سیلو، زیرگروه‌های نرمالف گروه‌های آبلی و… در شاخه‌های گوناگون ریاضیات چون هندسه جبری، توپولوژی جبری، مسایل ترسیم پذیری، نظریه جبری اعداد و.. استفاده می‌شود.

### نظریه گروه در شیمی
با توجه به تقارن موجود در ترکیبات شیمیایی، ترکیبات به گروه‌های مختلف تقارنی تقسیم می‌شوند. هر گروه خواص دارد که در طیف بینی کاربرد دارد.

## ارجاعات
1. ↑  Elwes, Richard (December 2006), "An enormous theorem: the classification of finite simple groups", Plus Magazine (41)